# Dioscorea tabatae
Dioscorea tabatae là một loài thực vật có hoa trong họ Dioscoreaceae. Loài này được Hatus. ex Yamashita & M.N.Tamura mô tả khoa học đầu tiên năm 2008.